# 普朗克时期

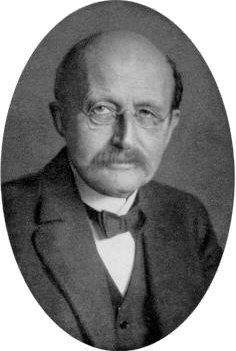
馬克斯·普朗克

普朗克時期（英語：Planck epoch 或 Planck era）是物理宇宙學中以馬克斯·普朗克為名的時期，是宇宙歷史中最早的時間階段，從0至大約10−43秒（大約是一個普朗克時間的間隔）。也可以說是時間最早的時刻，普朗克時間也許是最短的時間間隔單位，而且普朗克時期也僅僅持續了如此短暫的瞬間。人們相信，由于那時的宇宙規模極其微小，因此重力的量子效應支配著物理相互作用。在大約137.9億年以前的這個普朗克時期裏，萬有引力相信與其它的基本力一樣強大，並且所有的力可能都統一在一起。超高熱、超高密度，普朗克時期宇宙的狀態是不穩定的。隨著宇宙開始膨脹和冷却，通過一個所謂对称性破缺的過程，我們所熟悉的各種基本力開始顯現出來。
現代宇宙學目前認為，普朗克時期可能開創了一個大一統時期，然後对称性破缺迅速導致宇宙暴胀，亦即暴脹時期，其間，宇宙的規模在極短時間內急劇擴張。

## 理論的概念
因爲目前還不存在可被普遍接受的理論框架，用以說明如何將相對論性重力和量子力學結合在一起，所以科學上還不能作出短於普朗克時間間隔或短於普朗克長度間隔的預測。一個普朗克長度即光在一個普朗克時間所行走的距離－大約是1.616 × 10−35公尺。缺少量子重力這個統一量子力學和相對論重力的理論，就無法搞清楚宇宙處在普朗克時期時的物理學，也無法理解基本力統一的確切方式，以及它們如何分離成獨立的單體。四個基本力中間的三個已經成功地統合在一個共通的框架中，但是重力仍然有問題。如果忽略量子效應，宇宙就會開始於一個密度無限大的奇異點，而當把重力量子列入考慮的話，就有可能會改變此一結論。弦論和迴圈量子重力是萬有理論的主要備選理論，它們已經獲得了有意義的見解，但是在非交換幾何和其它場上面的工作，仍然有需要開始進一步去理解的東西。

## 实验探索
迄今，揭示這個宇宙學時期的實驗資料非常少，甚至可以說是沒有，但是最近來自WMAP探測器的結果，允許天文學家測試關於宇宙最初的第10−12秒（雖然WMAP所觀測到的宇宙微波背景輻射已經是宇宙誕生後數十萬年）。雖然這個時間仍然是遠遠超過普朗克時間的數量級，當前其它的實驗，包括普朗克巡天者探測器，承諾繼續將我們的「宇宙時鐘」一點一點地推向歷史上宇宙開始的第一時刻，希望能讓我們對普朗克時期有再深入一點的瞭解。來自粒子加速器的資料也對瞭解早期的宇宙提供了有意義的資料。相對論性重離子對撞機的實驗讓物理學家對更像液體的氣體夸克-膠子漿的行為有更多了解，在歐洲核子研究組織的大型強子對撞機將允許探測宇宙早期階段的電漿物質，但是無論目前或是可预见的未來，都沒有加速器有能力直接進行對普朗克尺度的研究。

## 註解
1. ↑  Edward W. Kolb; Michael S. Turner (1994). The Early Universe. Basic Books. p. 447. ISBN 978-0-201-62674-2. Retrieved 10 April 2010

## 外部連結
- The Planck Era （页面存档备份，存于） from U of Tennessee Astrophysics pages
- The Planck Era from U of Oregon Cosmology pages
- The Planck Era by Sten Odenwald from Astronomy Cafe
- The Plank Epoch （页面存档备份，存于） by professor James Schombert 39O
- The Planck Era - definition from U of Ottawa's Astronomy Knowledge Base